# Psychotria cagayanensis
Psychotria cagayanensis är en måreväxtart som beskrevs av Elmer Drew Merrill. Psychotria cagayanensis ingår i släktet Psychotria och familjen måreväxter. Inga underarter finns listade i Catalogue of Life.